# Myrmeleon zanganus
Myrmeleon zanganus är en insektsart som beskrevs av C.-k. Yang 1987. Myrmeleon zanganus ingår i släktet Myrmeleon och familjen myrlejonsländor. Inga underarter finns listade i Catalogue of Life.